# Тода Наваррська
Тода Наваррська (*Toda de Pamplona, бл. 876 або 885 —958 або 960) — регентша королівства Памплона (Наварра) у 925—937 роках.

## Життєпис
Походила з роду Аснарес, родичів графів Арагону. Донька Аснара Санчеса, сеньйора Ларрон, та Онеки Фортунес. Водночас була онукою з материнського боку короля Фортуна I. Тода була двоюрідною сестрою кордовського еміра Мухаммада через перший шлюб матері з Абдуллахом ібн-Мухаммадом ібн-Умаві, еміром Кордови.
У 905 році вийшла заміж за Санчо Гарсеса, що того ж року став королем Памплони. Ставши 925 року удовою, разом з інфантом Хімено правила від імені свого сина Гарсії Санчеса I. Втім фактично урядував Хімено (був одружений з сестрою Тоди — Санчею Аснарес). Лише після смерті останнього у 931 році Тода перебрала владу. Втім її статус оскаржив інший брат померлого чоловіка — Ініго Гарсес.
У 933 році Тода запросила на допомогу проти ворогів свого небожа Абд ар-Рахмана III, халіфа Кордови. У 934 році за підтримки мусульман перемогла усіх ворогів. Того ж року від імені сина визнала зверхність Кордовського халіфату. Це викликало повстання у гірській частині, яке Тода за підтримки Абд ар-Рахмана III придушила. У 937 році передала владу синові Гарсії Санчесу, але й далі впливала на державну політику. Натомість отримала у власне урядування області Дегіо і Лізарра. Того ж року спонукала сина підтримати Раміро II, короля Леону, проти Кордовського халіфату, що зрештою завершилося перемогою у битві при Сіманкасі.
Видала заміж свою доньку Санчу за короля Ордоньйо II, короля Леону, а потім за Фернана Гонсалеса, графа Кастилії, доньку Онеку — за короля Альфонса IV Леонського, доньку Урраку — за короля Раміро II Леонського.
У 958 році вона стала на бік свого онука Санчо I Леонського, позбавленого трону своїм кузеном Ордоньйо IV. Тода привезла його до Кордови, де лікар халіфа Хасдай ібн-Шапрут вилікував Санчо від ожиріння. Водночас домовилася про спільні дії халіфату і Памплони з відновлення Санчо I на троні Леону. Проте не дочекалася до повної перемоги, померла між 958 та 960 роками.

## Родина
Чоловік — Санчо I, король Памплони.
Діти:
- Гарсія (919—970), король у 925—970 роках
- Уррака (д/н—956), дружина Раміро II, короля Леону
- Онека (д/н—931), дружина Альфонсо IV, короля Леону
- Санча (д/н—бл. 963), дружина Ордоньйо II, короля Леону
- Веласкіта (д/н), дружина Міньо Велас, графа Алави
- Орбіта (д/н), дружина аль-Тавіля, валі (намісника) Тудели і Уески.